# 김용순 (1934년)
김용순(金容淳, 1934년 7월 5일 ~ 2003년 10월 26일)은 조선로동당 비서를 지낸 조선민주주의인민공화국의 외교관 겸 정치인이다. 김일성종합대학 국제관계학과를 졸업하였으며, 북한 동남부의 지방관리를 거쳐, 이집트 대사, 조선로동당 국제부부장, 조선로동당 대남담당 비서 등을 지냈다. 다시 조선로동당 국제부장이 되었다가 1991년 당 통일전선부 부장으로 자리를 옮겼다. 1990년대 후반 남북관계가 훈풍을 타던 시절, 여러 차례 북한 대표단 단장으로 방남하기도 하였다.
2003년 10월 26일, 교통사고로 사망하였다.

## 일화
- 1980년대 중반 노동당사에서 서구풍의 댄스 파티를 주최한 일로 퇴폐적 행위에 대한 책임을 추궁당한 후 석탄 광산에서 강제노동을 한 적이 있다. 그 후 김정일의 여동생인 김경희와의 친분 덕분에 간신히 구제됐다.[4]
- 술고래인 김용순은 김정일의 파티 친구이며 여자를 좋아하고 사치스러운 생활을 탐하는 것으로 정평이 났다.[4]
- 아들 김성도 외교관으로 활동하고 있으며, 현재 주유엔 북한 대사직을 수행하고 있다.[5]

## 같이 보기
- 김일성
- 조선로동당